# الكلمة الحاسمة

غلاف كتاب الكلمة الحاسمة

الكلمة الحاسمة كتيب من تأليف الشيخ عبد العزيز الثعالبي بين فيه أسباب الفشل لمحاولة التوحيد بين الحزبين الحزب الحر الدستوري والحزب الحر الدستوري الجديد في صائفة 1937.

## عموميات
بقي عبد العزيز الثعالبي خارج البلاد فيما بين عامي 1923 و1937، وقد حدث خلال هذه الفترة انشقاق داخل الحزب الحر الدستوري، إذ تأسس عام 1934 الحزب الحر الدستوري الذي نعت بالجديد. وعندما عاد الثعالبي إلى تونس في شهر جويلية 1937، كانت الحركة الوطنية منقسمة بين هذين الحزبين. فوقعت محاولة للتوحيد بينهما، غير أن تلك المحاولة باءت بالفشل. فأصدر هذا الكتيب الذي تولت نشره مطبعة الإرادة التابعة للحزب الحر الدستوري. وفي جانفي 1989 صدرت طبعة ثانية منه عن دار المعارف للطباعة والنشر بسوسة، وقد قام بتقديمه والتعليق عليه صاحب الدار نفسها حسن جغام.

## المحتوى
عرف المحقق في بداية الكتيب بالثعالبي، ثم بسبب تأليفه لكتيب «الكلمة الحاسمة»، ناسبا قرار استعمال العنف ضد الثعالبي لجماعة الحزب الدستوري الجديد الذين حظوا بـ«مؤازرة الاستعمار الفرنسي... إذ كانت الجندرمة والشرطة لا تتدخل عندما تنشب معركة» بين أنصار الحزبين «إلا إذا لاحظت أن المعركة ستحسم لفائدة أنصار اللجنة التنفيذية» أي لأنصار الحزب الحر الدستوري. وفي هذا الظرف أصدر الشيخ الثعالبي كتيبه «الكلمة الحاسمة».
جاءت هذه الكلمة تحت عنوان «بيان عام إلى الأمة التونسية»، وقد لخص فيها مسار التفاوض الذي جرى بين الحزبين في شهر جويلية 1937 من أجل تحقيق الوحدة بينهما، وقد آلت المفاوضات إلى الفشل. وبين الثعالبي في البداية «أسباب توسطه لإزالة الخلاف»، يقول: «وكانت رسائل المواطنين تلاحقني من قطر إلى قطر في طريقي إلى الصين يسائلونني فيها أي الفريقين يتبعون: الأعضاء القدامى أم الذين انشقوا عنهم». ويعرض ما سمعه من الفريقين، يقول: «أبصرت وأنا أقرأ رد اللجنة التنفيذية على تلفيقات الديوان السياسي شبح الخطر المخيف يتهدد قضية الأمة»  ثم تحدث عن الاجتماعات للتوفيق بين الفريقين وكان أولها يوم 21 جويلية 1937 ووقع فيها تناول أسباب الخلاف بينهما، وصولا إلى تشكيل لجنتة منتخبة من الجانبين، تضم: الطاهر صفر وسليمان بن سليمان من الحزب الحر الدستوري الجديد وعلي بوحاجب وصالح فرحات من الحزب الحر الدستوري (القديم) «لتحقيق وسائل توحيد العمل» ، إلا أن الممثلين الأولين لم يحضرا، يقول الثعالبي: «والظاهر أن القصد من التخلف كان لاكتساب الوقت لتحريك الأذناب والدعوة إلى التهويش وإفهام السوقة... أنني أريد القضاء على كيانهم وإدماجهم ضمن الهيأة التنفيذية» ، إلا أن الأمر آل في الأخير إلى محاولات منع الشيخ الثعالبي نفسه من الاتصال بالشعب داخل البلاد. وهو ما كرس فشل المحاولة التوحيدية. تمكن أهمية هذا الكتاب في أنه يلقي الضوء على جانب هام مما يتعلق بالأحزاب والقيادات الوطنية التونسية في فترة حاسمة من تاريخ حركة النضال الوطني، في فترة بدأ يخبو فيها تأثير القيادات القديمة بما فيها الثعالبي نفسه وترسيخ تأثير قيادات جديدة.

## الإشارات المرجعية
1. ↑  عبد العزيز الثعالبي، الكلمة الحاسمة، دار المعارف للطباعة والنشر، سوسة-تونس 1989، ص 19-20
2. ↑  المصدر نفسه، ص 29
3. ↑  المصدر نفسه، ص 39
4. ↑  المصدر نفسه، ص 45
5. ↑  المصدر نفسه، ص 51